# Fluch der neunten Sinfonie
Der Fluch der neunten Sinfonie ist ein mit der Geschichte der klassischen Musik verbundener Aberglaube. Er besagt, dass die neunte Symphonie die letzte eines Komponisten sein wird und er während oder nach deren Komposition oder vor der Fertigstellung der zehnten Symphonie sterben wird.

## Geschichte
Nach Arnold Schönberg begründete Gustav Mahler diese Theorie, der nach seiner achten Sinfonie den Liederzyklus Das Lied von der Erde schrieb, der zwar strukturell eine Sinfonie ist, da jeder Satz eine Vertonung eines Gedichts für Solisten und Orchester ist. Anschließend schrieb er seine neunte Symphonie im Glauben, den Fluch besiegt zu haben, starb aber mit seiner unvollendeten zehnten Symphonie.
Vor Mahler waren bereits Ludwig van Beethoven, Franz Schubert, Anton Bruckner und Antonín Dvořák vor oder bei der Arbeit an ihren zehnten Sinfonien gestorben. Nachdem Mahler dies erkannte, verbreitete er seine Theorie des Fluchs der neunten Sinfonie, indem er die vorgenannten Tode als Beweis anführte. Dieser Aberglaube verlor jedoch an Popularität, da weitere Exempel in späteren Zeiten nicht mehr so häufig auftraten wie zu Beethovens und Mahlers Zeiten.
Nach Mahler starben weitere Komponisten, die als Beispiel für den Fluch der neunten Sinfonie herangezogen werden könnten, wie: Kurt Atterberg, David Maslanka, Vincent Persichetti, Alfred Schnittke, Roger Sessions, Elie Siegmeister oder Ralph Vaughan Williams.

## Rezeption
In der britischen Krimiserie Inspector Barnaby wird dieser Fluch in der sechsten Episode der 19. Staffel thematisiert. Auch bei Ghost Whisperer in Staffel 2 Folge 9 „Der Fluch der Neunten“ wird Bezug auf diesen Fluch genommen.